# Tshokatshaa
Tshokatshaa – wieś w Botswanie w dystrykcie Central. Według spisu ludności z 2011 roku wieś liczyła 634 mieszkańców.